# Jensenia difformis
Jensenia difformis är en bladmossart som först beskrevs av Christian Gottfried Daniel Nees von Esenbeck, och fick sitt nu gällande namn av Riclef Grolle. Jensenia difformis ingår i släktet Jensenia och familjen Pallaviciniaceae. Inga underarter finns listade i Catalogue of Life.